# هيدويغ ماركوارت
هيدويغ ماركوارت (بالألمانية: Hedwig Marquardt)‏ هي رسامة ألمانية، ولدت في 28 نوفمبر 1884 في Biere, Germany ‏ في ألمانيا، وتوفيت في 14 أبريل 1969 في هانوفر في ألمانيا.